# Kongsberg Gruppen
Kongsberg Gruppen (deutsch: Kongsberg Gruppe) ist ein norwegisches Technologieunternehmen und das größte norwegische Rüstungsunternehmen.

## Unternehmen

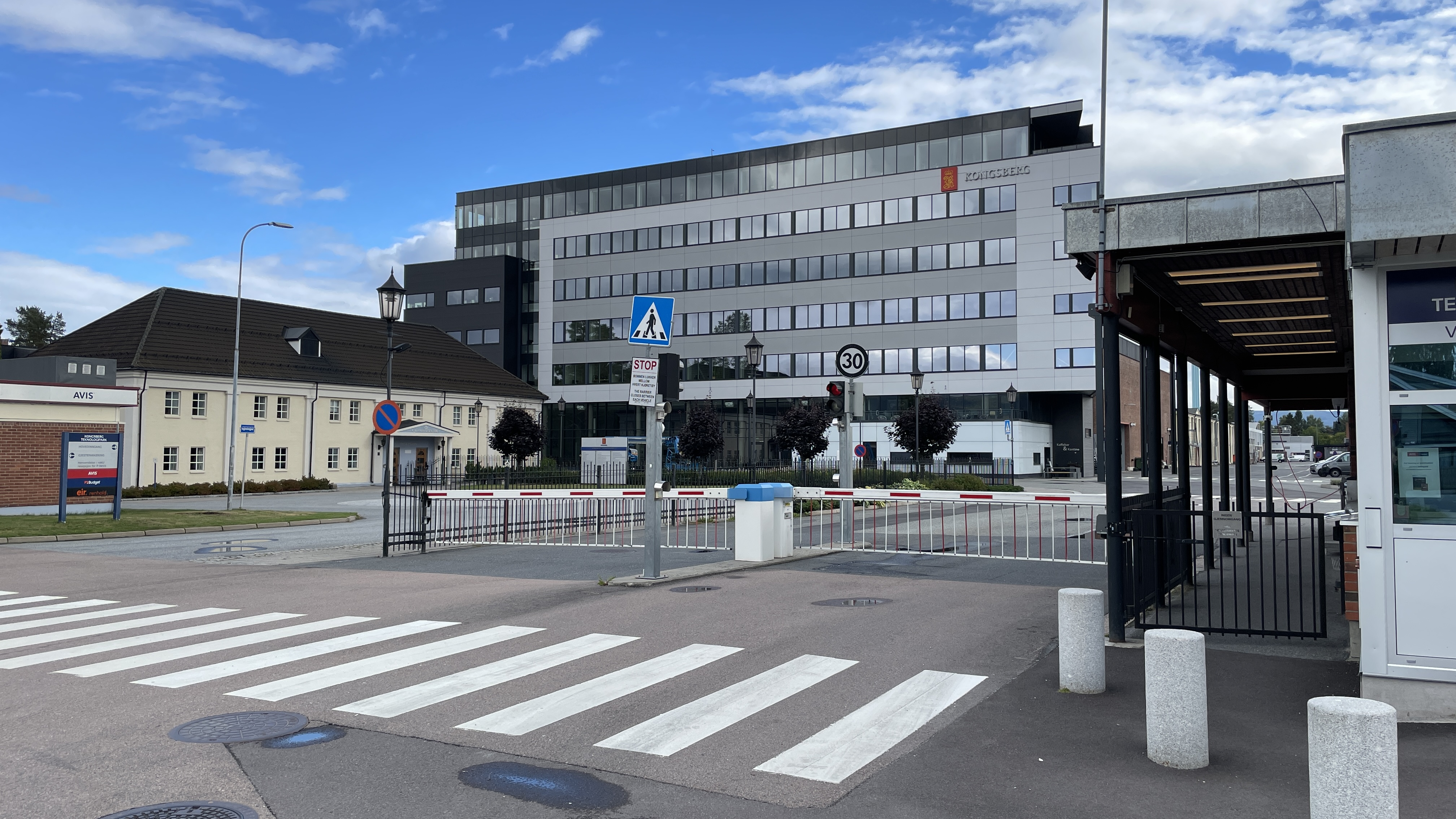
Kongsberg Gruppen Eingang und Konferenzcenter

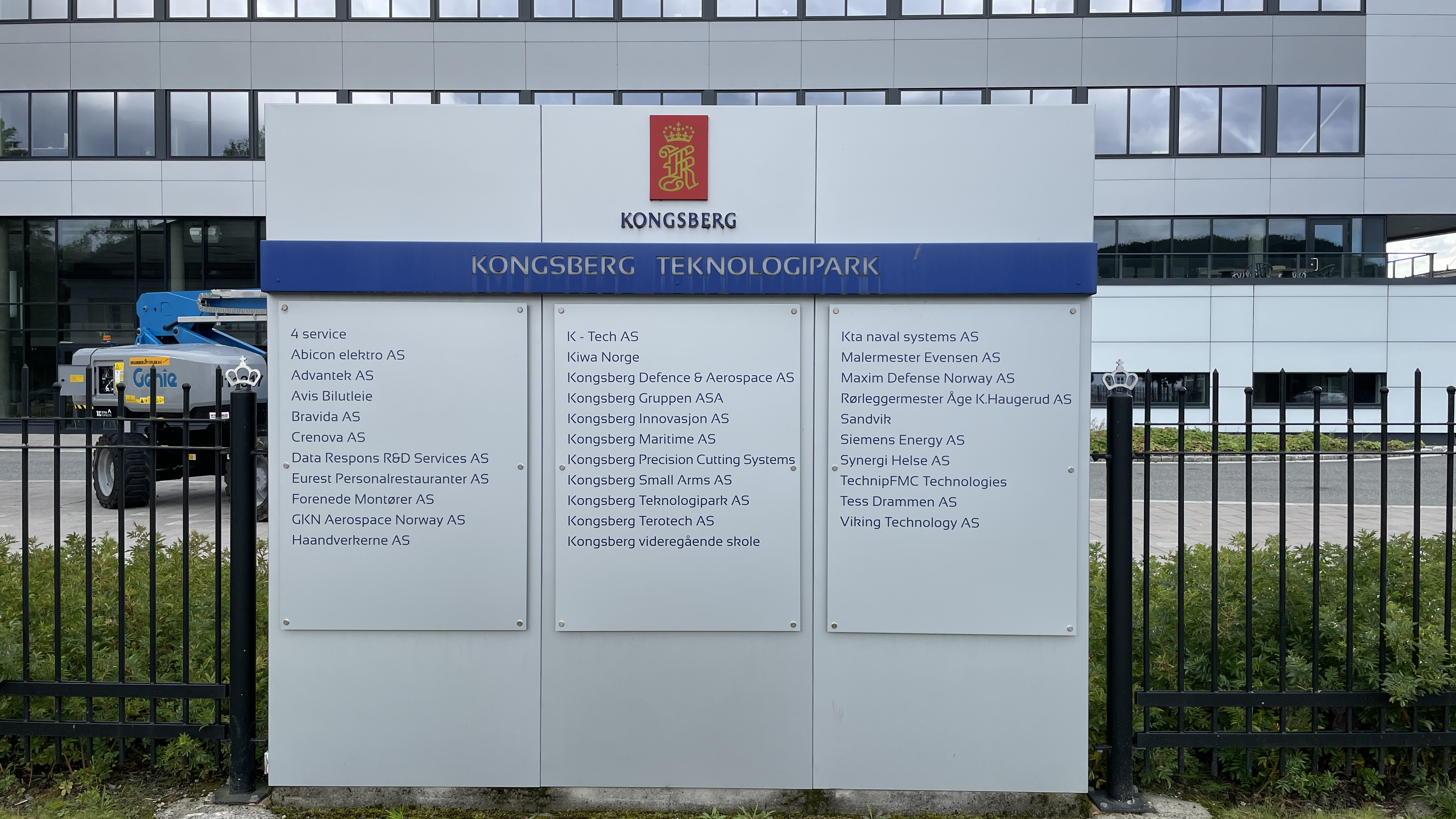
Kongsberg Gruppen Teknologiepark Unternehmen Übersicht

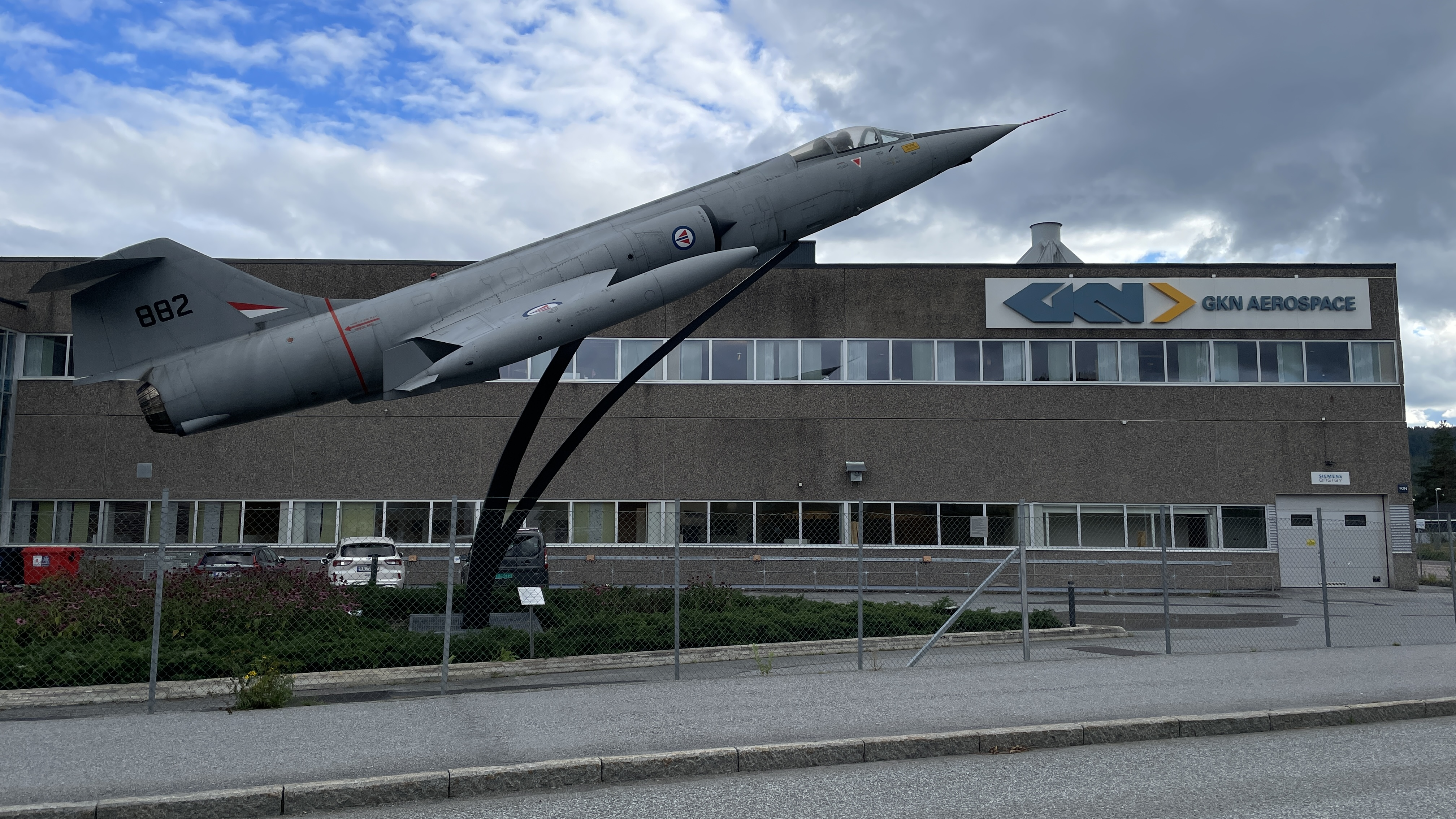
Kongsberg Gruppen Teknologiepark Kampfflugzeug Model

Kongsberg Gruppen besteht aus den drei Unternehmen:
- Kongsberg Maritime
- Kongsberg Defence and Aerospace
- Kongsberg Digital

Der Gesamtunternehmen erzielte 2021 einen Umsatz von 27,449 Milliarden NOK und beschäftigte 11.122 Mitarbeiter in mehr als 25 Ländern. Das Unternehmen hat seinen Sitz in Kongsberg.
Kongsberg Maritime stellen Sensoren, Navigationsanlagen und Fernsteuerungen sowohl für See- als auch Landeinsatz her. In dem Bereich werden beispielsweise Dynamische-Positionier-Systeme oder ferngesteuerte Unterwasserfahrzeuge hergestellt. Außerdem werden Ruder, Ausrüstung für die Kommandobrücke und Meereskunde wie Fächerecholote und Echolotschwinger hergestellt.
Im Bereich Defence & Aerospace gehören die fernbedienbare Waffenstation des Stryker-Radpanzers (Protector M151), die CROWS, das NASAMS-Flugabwehrsystem der Seezielflugkörper Naval Strike Missile zu den bekanntesten Produkten.
Die Kongsberg Defence & Aerospace AS hält einen Anteil von 49,9 % am finnischen Rüstungskonzern Patria.

## Geschichte
Das Unternehmen geht auf die Kongsberg Våpenfabrikk (KV, dt.: Waffenfabrik Kongsberg) von 1814 zurück. Nachdem 1987 aufgedeckt wurde, dass Kongsberg gemeinsam mit Toshiba in den 1970er Jahren Werkzeugmaschinen an die Sowjetunion verkauft hatte – damals ein Verstoß gegen die CoCom-Richtlinien – wurde das Unternehmen unter dem Namen Norsk Forsvarsteknologi (NFT) neu gegründet. 1993 folgte der Börsengang, 1995 wurde der heutige Name angenommen.